# Lista de episódios de Private Practice
Private Practice é um drama médico americano criado por Shonda Rhimes, produzido e transmitido pela ABC. A série é um derivado de outra série de Rhimes, Grey's Anatomy. O episódio em duas partes "The Other Side of This Life" (que foi ao ar como o vigésimo segundo e vigésimo terceiro episódio da terceira temporada de Grey's Anatomy em 2007) serviu como o piloto para esta série. A história segue a Dra. Addison Montgomery quando se muda do hospital Seattle Grace Hospital em Seattle, em Washington para a clínica privada Oceanside Wellness Group em Santa Monica, na Califórnia.
Um total de 111 episódios de Private Practice foram transmitidos ao longo de seis temporadas, entre 26 de setembro de 2007 e 22 de janeiro de 2013.

## Resumo
| Temporada | Temporada | Episódios | Episódios | Originalmente exibido  | Originalmente exibido |
| Temporada | Temporada | Episódios | Episódios | Estreia da temporada   | Final da temporada    |
| --------- | --------- | --------- | --------- | ---------------------- | --------------------- |
|           | Piloto    | 2         | 2         | 3 de maio de 2007      | 3 de maio de 2007     |
|           | 1         | 9         | 9         | 26 de setembro de 2007 | 5 de dezembro de 2007 |
|           | 2         | 22        | 22        | 1 de outubro de 2008   | 30 de abril de 2009   |
|           | 3         | 23        | 23        | 1 de outubro de 2009   | 13 de maio de 2010    |
|           | 4         | 22        | 22        | 23 de setembro de 2010 | 19 de maio de 2011    |
|           | 5         | 22        | 22        | 29 de setembro de 2011 | 15 de maio de 2012    |
|           | 6         | 13        | 13        | 25 de setembro de 2012 | 22 de janeiro de 2013 |

## Episódios

### Episódios piloto
Uma transmissão expandida de duas horas de Grey's Anatomy serviu como um piloto de Private Practice. Nos dois episódios da terceira temporada de Grey's Anatomy, Addison Montgomery visita a especialista em endocrinologia e infertilidade reprodutiva,  Naomi Bennett em Los Angeles para discutir se ela poderia ou não ter um bebê. Durante sua viagem, Addison se familiariza com a Oceanside Wellness Center, uma clínica médica particular em que ocorre a maioria dos consultórios particulares e sua equipe. Os dois episódios servem para explicar as razões por trás da mudança de Addison de Seattle para Los Angeles. Os episódios tiveram uma média de 21,23 milhões de espectadores em ambas as horas.
| N.º geral | N.º na temp. | Título                        | Dirigido por     | Escrito por   | Exibição original | Audiência (milhões) |
| --------- | ------------ | ----------------------------- | ---------------- | ------------- | ----------------- | ------------------- |
| 58–59     | 22–23        | "The Other Side of This Life" | Michael Grossman | Shonda Rhimes | 3 de maio de 2007 | 21.23               |

### 1.ª temporada (2007)
| N.º geral | N.º na temp. | Título                                                      | Dirigido por        | Escrito por                 | Exibição original      | Audiência (milhões) |
| --------- | ------------ | ----------------------------------------------------------- | ------------------- | --------------------------- | ---------------------- | ------------------- |
| 1         | 1            | "In Which We Meet Addison, a Nice Girl From Somewhere Else" | Mark Tinker         | Shonda Rhimes               | 26 de setembro de 2007 | 14.41               |
| 2         | 2            | "In Which Sam Receives an Unexpected Visitor"               | Tony Goldwyn        | Mike Ostrowski              | 3 de outubro de 2007   | 12.30               |
| 3         | 3            | "In Which Addison Finds the Magic"                          | Mark Tinker         | Shonda Rhimes & Marti Noxon | 10 de outubro de 2007  | 12.40               |
| 4         | 4            | "In Which Addison Has a Very Casual Get Together"           | Arvin Brown         | Andrea Newman               | 17 de outubro de 2007  | 11.81               |
| 5         | 5            | "In Which Addison Finds a Showerhead"                       | Julie Anne Robinson | Shonda Rhimes & Marti Noxon | 24 de outubro de 2007  | 11.77               |
| 6         | 6            | "In Which Charlotte Goes Down the Rabbit Hole"              | David Salomon       | Jenna Bans                  | 31 de outubro de 2007  | 11.21               |
| 7         | 7            | "In Which Sam Gets Taken For a Ride"                        | Jeff Melman         | Emily Halpern               | 14 de novembro de 2007 | 11.45               |
| 8         | 8            | "In Which Cooper Finds a Port In His Storm"                 | Mark Tinker         | Lauren Schmidt              | 21 de novembro de 2007 | 8.44                |
| 9         | 9            | "In Which Dell Finds His Fight"                             | Wendey Stanzler     | Ayanna Floyd                | 5 de dezembro de 2007  | 10.36               |

### 2.ª temporada (2008–2009)
| N.º geral | N.º na temp. | Título                  | Dirigido por        | Escrito por                                            | Exibição original       | Audiência (milhões) |
| --------- | ------------ | ----------------------- | ------------------- | ------------------------------------------------------ | ----------------------- | ------------------- |
| 10        | 1            | "A Family Thing"        | Mark Tinker         | Shonda Rhimes & Marti Noxon                            | 1 de outubro de 2008    | 8.16                |
| 11        | 2            | "Equal and Opposite"    | Tom Verica          | Mike Ostrowski                                         | 8 de outubro de 2008    | 7.40                |
| 12        | 3            | "Nothing to Talk About" | Helen Shaver        | Ayanna A. Floyd                                        | 22 de outubro de 2008   | 7.98                |
| 13        | 4            | "Past Tense"            | Michael Pressman    | Craig Turk                                             | 29 de outubro de 2008   | 7.93                |
| 14        | 5            | "Let It Go"             | Michael Zinberg     | Lauren Schmidt                                         | 5 de novembro de 2008   | 9.54                |
| 15        | 6            | "Serving Two Masters"   | Joanna Kerns        | Emily Halpern                                          | 19 de novembro de 2008  | 7.14                |
| 16        | 7            | "Tempting Faith"        | James Frawley       | Jon Cowan & Robert L. Rovner                           | 26 de novembro de 2008  | 6.33                |
| 17        | 8            | "Crime and Punishment"  | Mark Tinker         | Shonda Rhimes                                          | 3 de dezembro de 2008   | 7.78                |
| 18        | 9            | "Know When to Fold"     | Jeff Melman         | Elizabeth J. B. Klaviter                               | 10 de dezembro de 2008  | 6.86                |
| 19        | 10           | "Worlds Apart"          | Bethany Rooney      | Steve Blackman                                         | 17 de dezembro de 2008  | 6.61                |
| 20        | 11           | "Contamination"         | Kate Woods          | Fred Einesman                                          | 8 de janeiro de 2009    | 8.98                |
| 21        | 12           | "Homeward Bound"        | Mark Tinker         | Sal Calleros                                           | 15 de janeiro de 2009   | 8.49                |
| 22        | 13           | "Nothing to Fear"       | Allison Liddi-Brown | Jon Cowan & Robert Rovner                              | 22 de janeiro de 2009   | 9.49                |
| 23        | 14           | "Second Chances"        | James Frawley       | Craig Turk                                             | 29 de janeiro de 2009   | 7.74                |
| 24        | 15           | "Acceptance"            | Steve Gomer         | Mike Ostrowski                                         | 5 de fevereiro de 2009  | 12.91               |
| 25        | 16           | "Ex-Life"               | Mark Tinker         | Jon Cowan, Robert Rovner, Krista Vernoff & Debora Cahn | 12 de fevereiro de 2009 | 14.10               |
| 26        | 17           | "Wait and See"          | Michael Zinberg     | Steve Blackman                                         | 19 de fevereiro de 2009 | 11.16               |
| 27        | 18           | "Finishing"             | Donna Deitch        | Shonda Rhimes                                          | 12 de março de 2009     | 8.80                |
| 28        | 19           | "What Women Want"       | Mark Tinker         | Lauren Schmidt                                         | 19 de março de 2009     | 9.74                |
| 29        | 20           | "Do the Right Thing"    | Eric Stoltz         | Craig Turk                                             | 26 de março de 2009     | 10.12               |
| 30        | 21           | "What You Do For Love"  | Tom Verica          | Ayanna A. Floyd                                        | 23 de abril de 2009     | 9.08                |
| 31        | 22           | "Yours, Mine and Ours"  | Michael Zinberg     | Jon Cowan & Robert Rovner                              | 30 de abril de 2009     | 9.70                |

### 3.ª temporada (2009–2010)
| N.º geral | N.º na temp. | Título                              | Dirigido por        | Escrito por                                 | Exibição original       | Audiência (milhões) |
| --------- | ------------ | ----------------------------------- | ------------------- | ------------------------------------------- | ----------------------- | ------------------- |
| 32        | 1            | "A Death in the Family"             | Mark Tinker         | Shonda Rhimes, Jon Cowan & Robert Rovner    | 1 de outubro de 2009    | 11.58               |
| 33        | 2            | "The Way We Were"                   | Donna Deitch        | Patti Carr & Lara Olsen                     | 8 de outubro de 2009    | 9.50                |
| 34        | 3            | "Right Here, Right Now"             | Rob Corn            | Dana Baratta                                | 15 de outubro de 2009   | 10.36               |
| 35        | 4            | "Pushing the Limits"                | Allison Liddi-Brown | Ayanna A. Floyd                             | 22 de outubro de 2009   | 9.93                |
| 36        | 5            | "Strange Bedfellows"                | Steve Gomer         | Kathy McCormick                             | 29 de outubro de 2009   | 9.16                |
| 37        | 6            | "Slip Slidin’ Away"                 | Helen Shaver        | Fred Einesman                               | 5 de novembro de 2009   | 9.11                |
| 38        | 7            | "The Hard Part"                     | Mark Tinker         | Steve Blackman                              | 12 de novembro de 2009  | 10.25               |
| 39        | 8            | "Sins of the Father"                | Tom Verica          | Elizabeth J. B. Klaviter                    | 19 de novembro de 2009  | 8.93                |
| 40        | 9            | "The Parent Trap"                   | Donna Deitch        | Craig Turk                                  | 3 de dezembro de 2009   | 9.21                |
| 41        | 10           | "Blowups"                           | Mark Tinker         | Sonay Washington                            | 3 de dezembro de 2009   | 9.21                |
| 42        | 11           | "Another Second Chance"             | Michael Zinberg     | Krista Vernoff & Kathy McCormick            | 14 de janeiro de 2010   | 10.96               |
| 43        | 12           | "Best Laid Plans"                   | Bethany Rooney      | Patti Carr & Lara Olsen                     | 21 de janeiro de 2010   | 9.64                |
| 44        | 13           | "Shotgun"                           | Karen Gaviola       | Jon Cowan & Robert Rovner                   | 4 de fevereiro de 2010  | 9.25                |
| 45        | 14           | "Love Bites"                        | Matthew Penn        | Dana Baratta                                | 11 de fevereiro de 2010 | 9.04                |
| 46        | 15           | "Til Death Do Us Part"              | Kenny Leon          | Craig Turk                                  | 18 de fevereiro de 2010 | 7.59                |
| 47        | 16           | "Fear of Flying"                    | Mark Tinker         | Ayanna A. Floyd                             | 4 de março de 2010      | 7.57                |
| 48        | 17           | "Triangles"                         | Tom Verica          | Steve Blackman                              | 11 de março de 2010     | 7.66                |
| 49        | 18           | "Pulling the Plug"                  | Ann Kindberg        | Kathy McCormick                             | 25 de março de 2010     | 8.71                |
| 50        | 19           | "Eyes Wide Open"                    | Eric Stoltz         | Jesse Zigelstein                            | 1 de abril de 2010      | 7.82                |
| 51        | 20           | "Second Choices"                    | Jeff Bleckner       | Patti Carr & Lara Olsen                     | 22 de abril de 2010     | 7.49                |
| 52        | 21           | "War"                               | Eric Stoltz         | Elizabeth J. B. Klaviter & Sonay Washington | 29 de abril de 2010     | 7.78                |
| 53        | 22           | "In the Name of Love"               | Mark Tinker         | Fred Einesman                               | 6 de maio de 2010       | 8.15                |
| 54        | 23           | "The End of a Beautiful Friendship" | Jeannot Szwarc      | Debora Cahn                                 | 13 de maio de 2010      | 9.28                |

### 4.ª temporada (2010–2011)
| N.º geral | N.º na temp. | Título                                          | Dirigido por        | Escrito por                      | Exibição original       | Audiência (milhões) |
| --------- | ------------ | ----------------------------------------------- | ------------------- | -------------------------------- | ----------------------- | ------------------- |
| 55        | 1            | "Take Two"                                      | Mark Tinker         | Craig Turk & Steve Blackman      | 23 de setembro de 2010  | 9.02                |
| 56        | 2            | "Short Cuts"                                    | Mark Tinker         | Sonay Washington                 | 30 de setembro de 2010  | 7.93                |
| 57        | 3            | "Playing God"                                   | Donna Deitch        | Sheila Lawrence                  | 7 de outubro de 2010    | 7.90                |
| 58        | 4            | "A Better Place to Be"                          | Tom Verica          | Barbie Kligman                   | 14 de outubro de 2010   | 8.07                |
| 59        | 5            | "In or Out"                                     | Ed Ornelas          | Ayanna A. Floyd                  | 21 de outubro de 2010   | 7.66                |
| 60        | 6            | "All in the Family"                             | Ann Kindberg        | Sanford Golden & Karen Wyscarver | 28 de outubro de 2010   | 7.68                |
| 61        | 7            | "Did You Hear What Happened to Charlotte King?" | Allison Liddi-Brown | Shonda Rhimes                    | 4 de novembro de 2010   | 10.18               |
| 62        | 8            | "What Happens Next"                             | Michael Zinberg     | Jennifer Cecil                   | 11 de novembro de 2010  | 8.21                |
| 63        | 9            | "Can't Find My Way Back Home"                   | Mark Tinker         | Fred Einesman                    | 18 de novembro de 2010  | 8.01                |
| 64        | 10           | "Just Lose It"                                  | Stephen Cragg       | Elizabeth Klaviter               | 2 de dezembro de 2010   | 7.90                |
| 65        | 11           | "If You Don't Know Me By Now"                   | Eric Stoltz         | Zahir McGhee                     | 6 de janeiro de 2011    | 7.67                |
| 66        | 12           | "Heaven Can Wait"                               | Kenny Leon          | Barbie Kligman                   | 3 de fevereiro de 2011  | 7.05                |
| 67        | 13           | "Blind Love"                                    | Bethany Rooney      | Craig Turk & Steve Blackman      | 10 de fevereiro de 2011 | 7.26                |
| 68        | 14           | "Home Again"                                    | Mark Tinker         | Krista Vernoff                   | 17 de fevereiro de 2011 | 6.73                |
| 69        | 15           | "Two Steps Back"                                | Jeff Bleckner       | Ayanna A. Floyd                  | 24 de fevereiro de 2011 | 6.44                |
| 70        | 16           | "Love and Lies"                                 | Ann Kindberg        | Moira McMahon                    | 17 de março de 2011     | 5.97                |
| 71        | 17           | "A Step Too Far"                                | Scott Printz        | Fred Einesman                    | 24 de março de 2011     | 7.93                |
| 72        | 18           | "The Hardest Part"                              | Paul Adelstein      | Jennifer Cecil                   | 31 de março de 2011     | 7.35                |
| 73        | 19           | "What We Have Here..."                          | Karen Gaviola       | Christopher Fife                 | 28 de abril de 2011     | 6.68                |
| 74        | 20           | "Something Old, Something New"                  | Mark Tinker         | Sanford Golden & Karen Wyscarver | 5 de maio de 2011       | 6.89                |
| 75        | 21           | "God Bless the Child"                           | Jeannot Szwarc      | Jennifer Cecil & Barbie Kligman  | 12 de maio de 2011      | 7.27                |
| 76        | 22           | "...To Change the Things I Can"                 | Mark Tinker         | Craig Turk & Steve Blackman      | 19 de maio de 2011      | 7.45                |

### 5.ª temporada (2011–2012)
| N.º geral | N.º na temp. | Título                            | Dirigido por        | Escrito por                               | Exibição original       | Audiência (milhões) |
| --------- | ------------ | --------------------------------- | ------------------- | ----------------------------------------- | ----------------------- | ------------------- |
| 77        | 1            | "God Laughs"                      | Mark Tinker         | Craig Turk                                | 29 de setembro de 2011  | 7,79                |
| 78        | 2            | "Breaking the Rules"              | Tom Verica          | Steve Blackman                            | 6 de outubro de 2011    | 6,06                |
| 79        | 3            | "Deal With It"                    | Randy Zisk          | Jennifer Cecil                            | 13 de outubro de 2011   | 6,51                |
| 80        | 4            | "Remember Me"                     | Mark Tinker         | Barbie Kligman                            | 20 de outubro de 2011   | 6,38                |
| 81        | 5            | "Step One"                        | Ann Kindberg        | Adele Lim                                 | 27 de outubro de 2011   | 6,40                |
| 82        | 6            | "If I Hadn't Forgotten..."        | Jeff Bleckner       | Krista Vernoff                            | 3 de novembro de 2011   | 6,56                |
| 83        | 7            | "Don't Stop 'Till You Get Enough" | Bethany Rooney      | Fred Einesman                             | 10 de novembro de 2011  | 7,51                |
| 84        | 8            | "Who We Are"                      | Mark Tinker         | Shonda Rhimes                             | 17 de novembro de 2011  | 7,23                |
| 85        | 9            | "The Breaking Point"              | Jeff Bleckner       | Christopher Fife                          | 17 de novembro de 2011  | 7,23                |
| 86        | 10           | "Are You My Mother?"              | Ed Ornelas          | Elizabeth J. B. Klaviter                  | 5 de janeiro de 2012    | 7,71                |
| 87        | 11           | "The Standing Eight Count"        | Scott Printz        | Zahir McGhee                              | 12 de janeiro de 2012   | 6,55                |
| 88        | 12           | "Losing Battles"                  | Stephen Cragg       | Gabriel Llanas                            | 19 de janeiro de 2012   | 6.00                |
| 89        | 13           | "The Time Has Come"               | Mark Tinker         | Jennifer Cecil                            | 2 de fevereiro de 2012  | 6.55                |
| 90        | 14           | "Too Much"                        | Karen Gaviola       | Noah Evslin                               | 9 de fevereiro de 2012  | 6.52                |
| 91        | 15           | "You Break My Heart"              | Allison Liddi-Brown | Steve Blackman & Craig Turk               | 16 de fevereiro de 2012 | 7.08                |
| 92        | 16           | "Andromeda"                       | Mark Tinker         | Gabe Fonseca                              | 23 de fevereiro de 2012 | 6.32                |
| 93        | 17           | "The Letting Go"                  | Paul Adelstein      | Barbie Kligman                            | 15 de março de 2012     | 6.85                |
| 94        | 18           | "It Was Inevitable"               | Bill Purple         | Adele Lim & Christopher Fife              | 17 de abril de 2012     | 6.53                |
| 95        | 19           | "And Then There Was One"          | Tom Verica          | Jennifer Cecil & Elizabeth J. B. Klaviter | 24 de abril de 2012     | 8.13                |
| 96        | 20           | "True Colors"                     | Steve Robin         | Craig Turk & Steve Blackman               | 1 de maio de 2012       | 7.38                |
| 97        | 21           | "Drifting Back"                   | Jeannot Szwarc      | Gabriel Llanas & Zahir McGhee             | 8 de maio de 2012       | 5.77                |
| 98        | 22           | "Gone, Baby, Gone"                | Ann Kindberg        | Shonda Rhimes                             | 15 de maio de 2012      | 6.81                |

### 6.ª temporada (2012–2013)
| N.º geral | N.º na temp. | Título                                          | Dirigido por        | Escrito por                             | Exibição original      | Audiência (milhões) |
| --------- | ------------ | ----------------------------------------------- | ------------------- | --------------------------------------- | ---------------------- | ------------------- |
| 99        | 1            | "Aftershock"                                    | Mark Tinker         | Barbie Kligman                          | 25 de setembro de 2012 | 6.45                |
| 100       | 2            | "Mourning Sickness"                             | Ed Ornelas          | Jennifer Cecil                          | 2 de outubro de 2012   | 6.01                |
| 101       | 3            | "Good Grief"                                    | Bethany Rooney      | Gabe Fonseca                            | 9 de outubro de 2012   | 6.00                |
| 102       | 4            | "You Don't Know What You've Got Till It's Gone" | Ann Kindberg        | Fred Einesman                           | 23 de outubro de 2012  | 4.58                |
| 103       | 5            | "The Next Episode"                              | Jeannot Szwarc      | Zahir McGhee                            | 13 de novembro de 2012 | 3.72                |
| 104       | 6            | "Apron Strings"                                 | Amyn Kaderali       | Elizabeth J. B. Klaviter                | 20 de novembro de 2012 | 4.24                |
| 105       | 7            | "The World According to Jake"                   | Allison Liddi Brown | Christopher Fife                        | 21 de novembro de 2012 | 3.76                |
| 106       | 8            | "Life Support"                                  | Mark Tinker         | Jennifer Cecil & Barbie Kligman         | 4 de dezembro de 2012  | 4.42                |
| 107       | 9            | "I'm Fine"                                      | Scott Printz        | Gabe Llanas                             | 11 de dezembro de 2012 | 3.87                |
| 108       | 10           | "Georgia on My Mind"                            | Karen Gaviola       | Jennifer Cecil & Barbie Kligman         | 18 de dezembro de 2012 | 3.84                |
| 109       | 11           | "Good Fries Are Hard to Come By"                | James Larkin        | Elizabeth J. B. Klaviter & Zahir McGhee | 8 de janeiro de 2013   | 4.01                |
| 110       | 12           | "Full Release"                                  | Ann Kindberg        | Eric Haywood                            | 15 de janeiro de 2013  | 4.10                |
| 111       | 13           | "In Which We Say Goodbye"                       | Mark Tinker         | Shonda Rhimes                           | 22 de janeiro de 2013  | 5.32                |

## Websódios
| N.º | Título      | Personagens principais                        | Exibição original     |
| --- | ----------- | --------------------------------------------- | --------------------- |
| 1   | "Episode 1" | KaDee Strickland & Kate Walsh                 | 15 de janeiro de 2013 |
| 2   | "Episode 2" | KaDee Strickland & Griffin Gluck              | 16 de janeiro de 2013 |
| 3   | "Episode 3" | KaDee Strickland, Barbie Kligman & Kate Walsh | 17 de janeiro de 2013 |